# Konventionelt landbrug
Betegnelsen konventionelt landbrug bruges i Danmark om den fremherskende form for landbrug efter at brugen af traktorer, kunstgødning og pesticider slog igennem fra midten af 1900-tallet. Det konventionelle landbrug som begreb er opstået som modsætning til det økologiske landbrug, hvor det ikke er tilladt at bruge bl.a. kunstgødning og syntetiske pesticider, ligesom kravene til dyrevelfærd er højere.